# Поєнь (Беріу, Хунедоара)
Поєнь, Поєні (рум. Poieni) — село у повіті Хунедоара в Румунії. Входить до складу комуни Беріу.
Село розташоване на відстані 269 км на північний захід від Бухареста, 27 км на південний схід від Деви, 116 км на південь від Клуж-Напоки.

## Населення
За даними перепису населення 2002 року у селі проживали 52 особи, усі — румуни. Усі жителі села рідною мовою назвали румунську.